# Satyrium wittfeldi
Satyrium wittfeldi är en fjärilsart som beskrevs av Edwards 1883. Satyrium wittfeldi ingår i släktet Satyrium och familjen juvelvingar. Inga underarter finns listade.